# Russula subsect. Melliolentinae
Russula subsect. Melliolentinae ist eine Untersektion aus der Gattung Russula, die innerhalb der Sektion Polychroma  steht. Die Untersektion wurde ursprünglich von Singer definiert, aber auch Romagnesi verwendet dieses Taxon, allerdings hat es bei ihm den Rang einer Sektion.

## Merkmale
Bei den Vertretern der Untersektion handelt es sich um mehr oder weniger robuste Täublinge mit mildem oder nur leicht schärflichem Geschmack. Der Hutrand ist gewöhnlich stumpf. Das Fleisch ist weiß, neigt aber im Alter zum Gilben oder Bräunen und läuft auch beim Anschneiden gelb oder braun an. Mit Eisensulfat verfärbt es sich rosa und niemals grünlich. Der Geruch ist oft etwas honigartig oder im Vergehen auch mohnartig. Das Sporenpulver ist cremefarben.
Die Sporen selbst sind meist sehr feinwarzig und mehr oder weniger netzig ornamentiert.
Die Dermatozystiden sind nicht inkrustiert und nicht säurefest. Meist sind die Pileozystiden mehrfach septiert.
- Die Typart ist Russula melliolens, der Honig-Täubling.

## Systematik
| Deutscher Artname    | Wissenschaftlicher Artname | Autor           |
| -------------------- | -------------------------- | --------------- |
| Russula aerina       | Russula aerina             | (Romagn.)       |
| Russula dryophila*   | Russula dryophila*         | Donadini (1987) |
| Honig-Täubling       | Russula melliolens*        | Quél. (1901)    |
| Russula pseudorosea* | Russula pseudorosea*       | Blum (1954)     |
| Lederstiel-Täubling  | Russula viscida            | Kudřna (1928)   |